# (34724) 2001 QM18
2001 QM18 (asteroide 34724) é um asteroide da cintura principal. Possui uma excentricidade de 0.14235820 e uma inclinação de 3.03653º.
Este asteroide foi descoberto no dia 16 de agosto de 2001 por LINEAR em Socorro.